# Newby (Hambleton)
Pour les articles homonymes, voir Newby.
Newby est un village et une paroisse civile du Yorkshire du Nord, en Angleterre.